# La Pyle
 La Pyle  là một xã thuộc tỉnh Eure trong vùng Normandie miền bắc nước Pháp.